# Station Arnhem Zuid
Station Arnhem Zuid is een spoorwegstation aan de spoorlijn Arnhem - Nijmegen, gelegen tussen de Arnhemse wijken Elderveld, De Laar & Schuytgraaf. Het station ligt op en rond het spoorwegviaduct over de Burgemeester Matsersingel.
Het station is op 10 december 2004 officieel geopend en zou bij aanvang van de nieuwe dienstregeling op 11 december in gebruik genomen worden. De reizigers die deze ochtend op het station stonden te wachten keken raar op toen de treinen voorbijraasden. De fout bleek bij de NS te liggen, zij waren in hun opdrachten voor de machinisten niet duidelijk geweest. Een dag later, op 12 december, stopte de eerste reizigerstrein op het station.
In 2013 werd bekend dat Arnhem Zuid het meest werd overgeslagen door voorbijgaande treinen. Dit kwam volgens de Nederlandse Spoorwegen omdat machinisten vertragingen hadden opgelopen.

## Verbindingen
| Serie | Treinsoort    | Route                                                                                     | Bijzonderheden |
| ----- | ------------- | ----------------------------------------------------------------------------------------- | --- |
| 6600  | Sprinter (NS) | Dordrecht – Breda – Tilburg – 's-Hertogenbosch – Nijmegen – Arnhem Zuid – Arnhem Centraal | Rijdt alleen doordeweeks tot 19:00 uur tussen Nijmegen en Arnhem Centraal v.v.                                                                               |
| 7600  | Sprinter (NS) | Wijchen – Nijmegen – Arnhem Zuid – Arnhem Centraal – Dieren – Zutphen                     | 's Avonds na 20:00 uur en op zondag wordt er niet tussen Nijmegen en Wijchen v.v. gereden en wordt 1x per uur gereden tussen Arnhem Centraal en Zutphen v.v. |

## Foto's

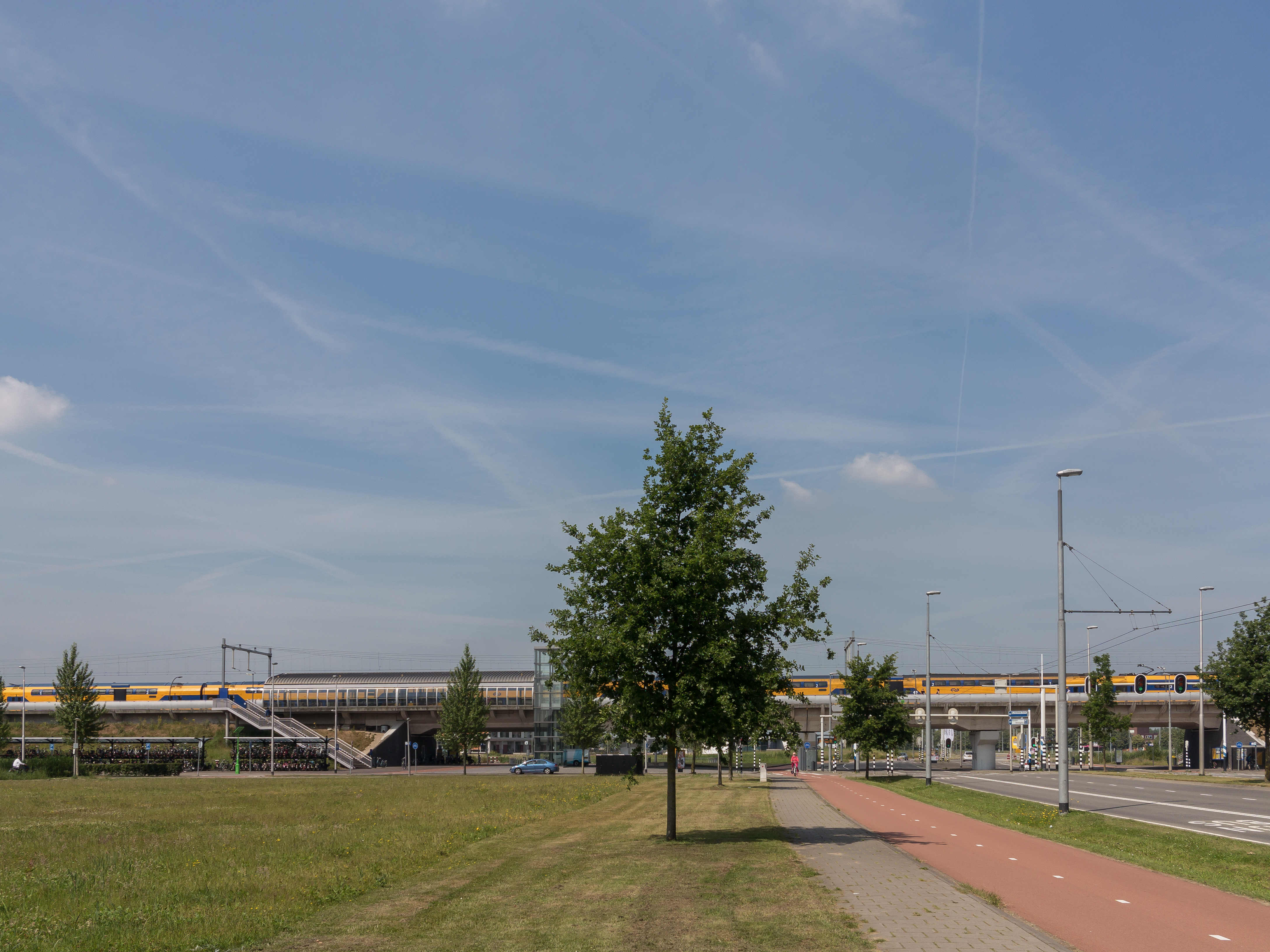
Station vanaf De Laar
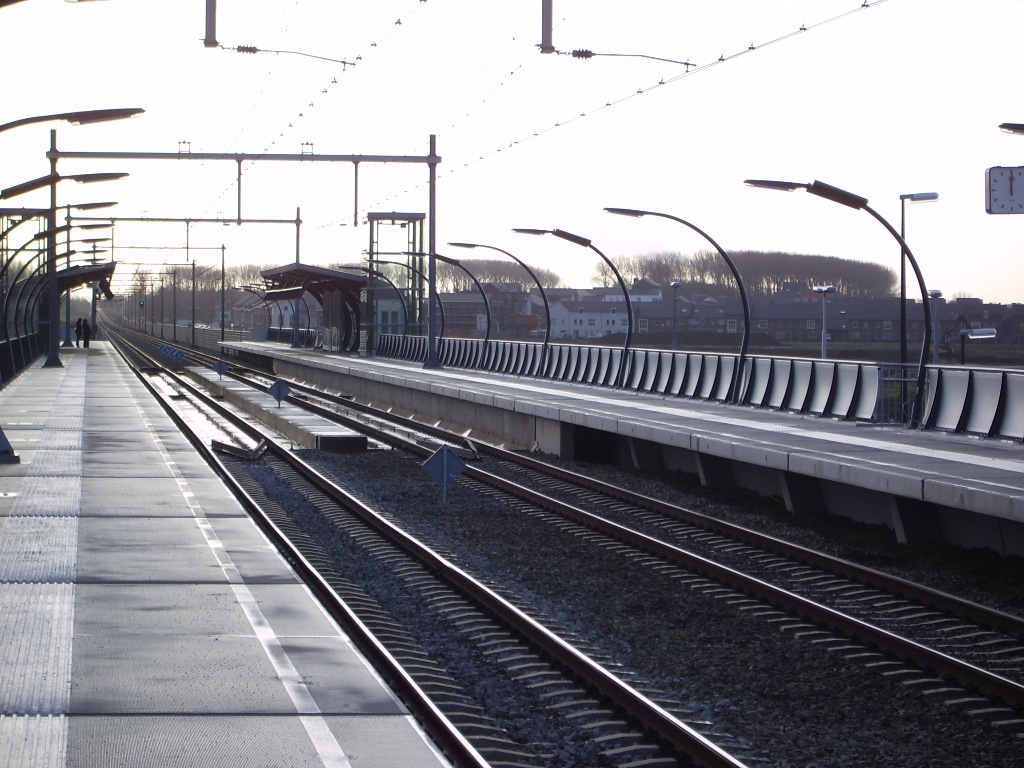
De perrons
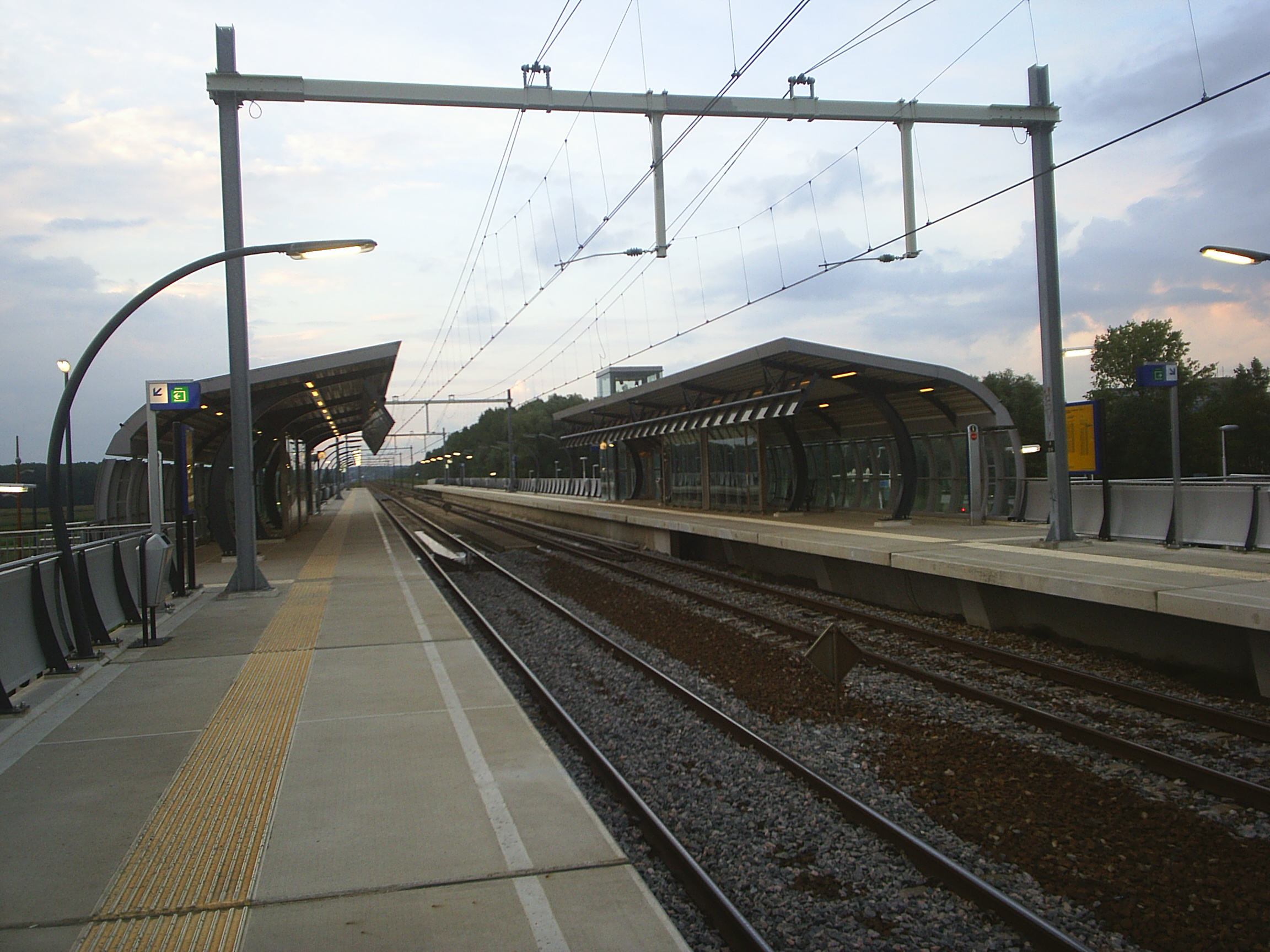
De perrons
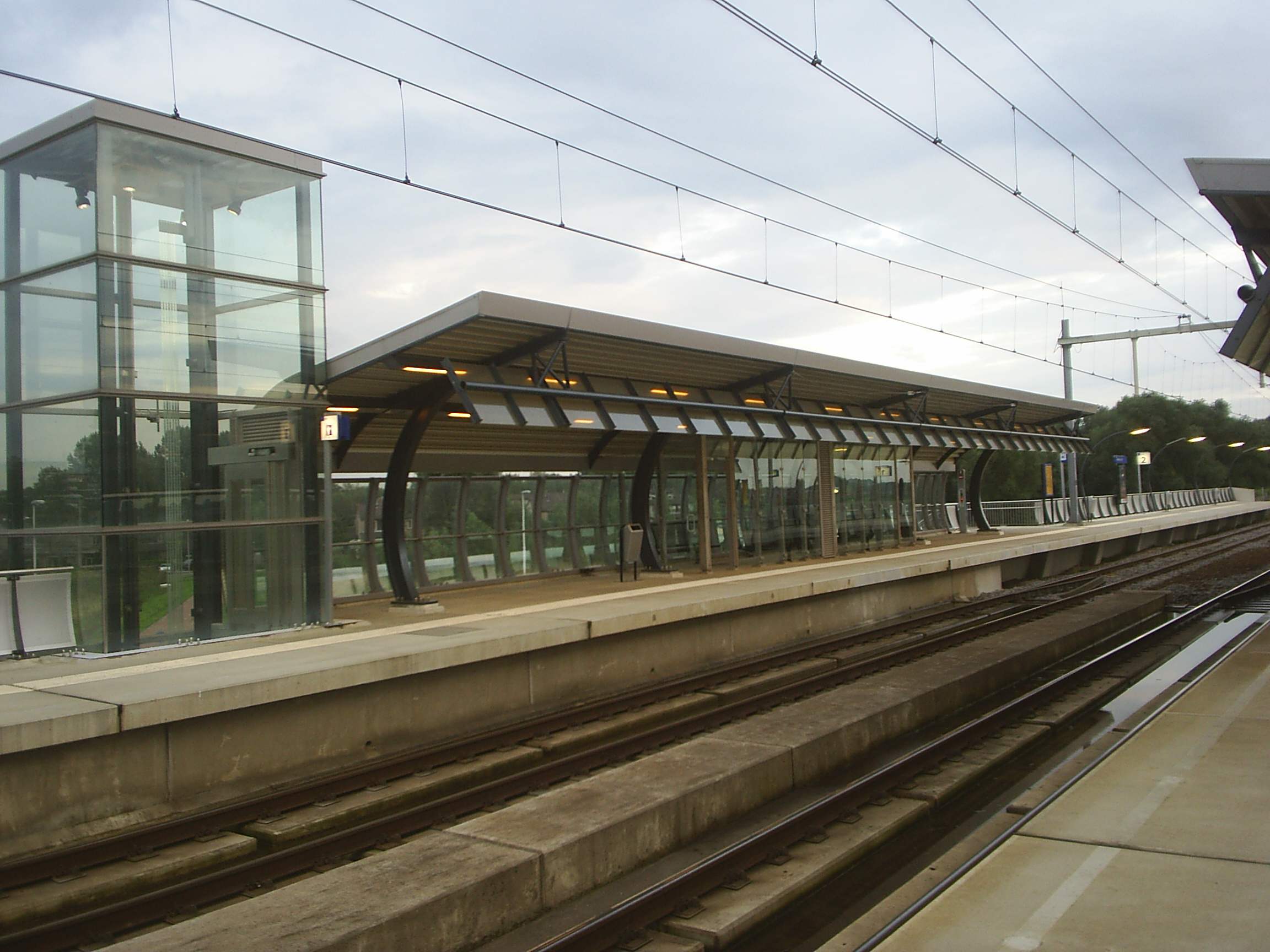
De wachtruimte
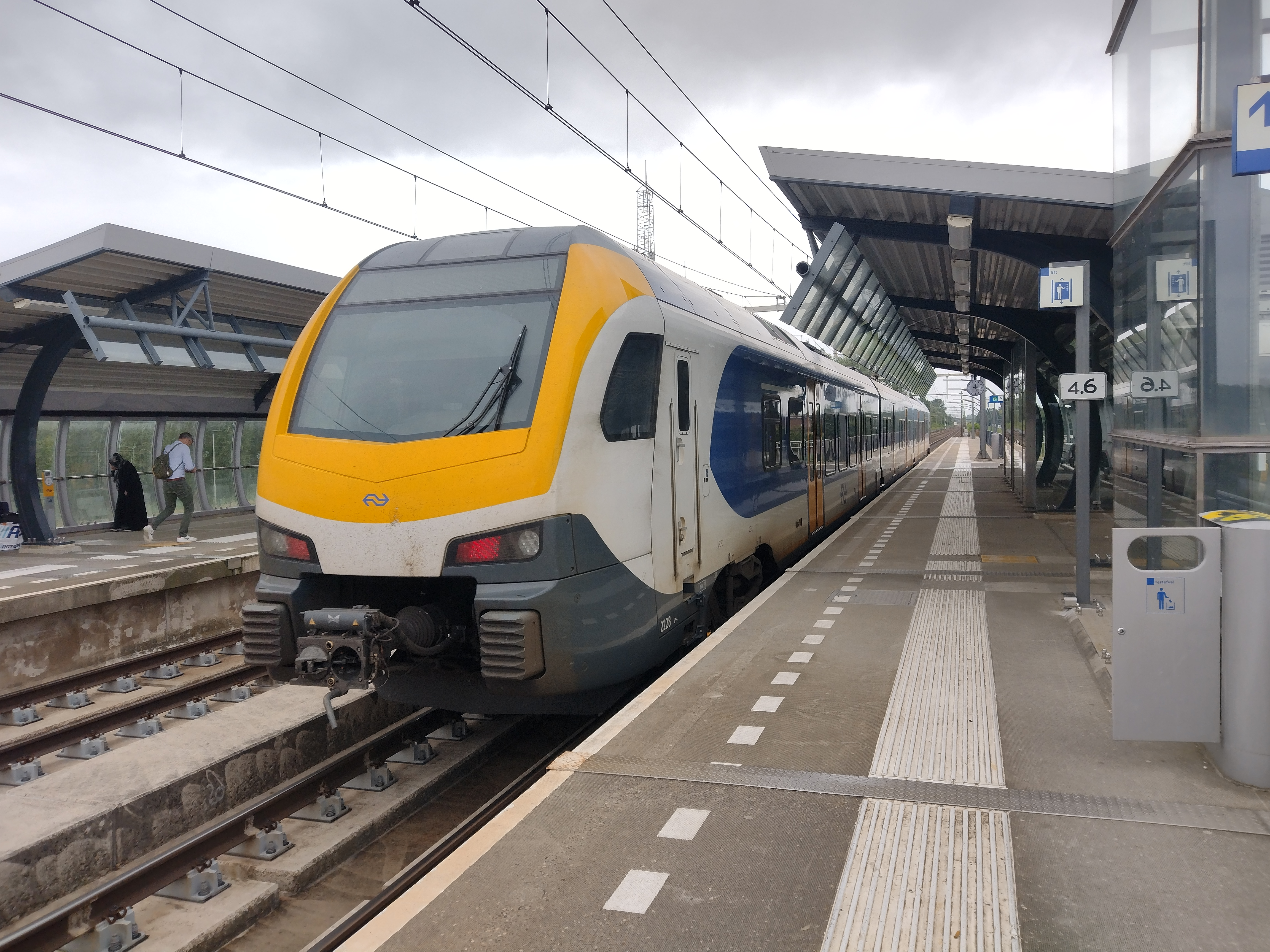
NS FLIRT op het station
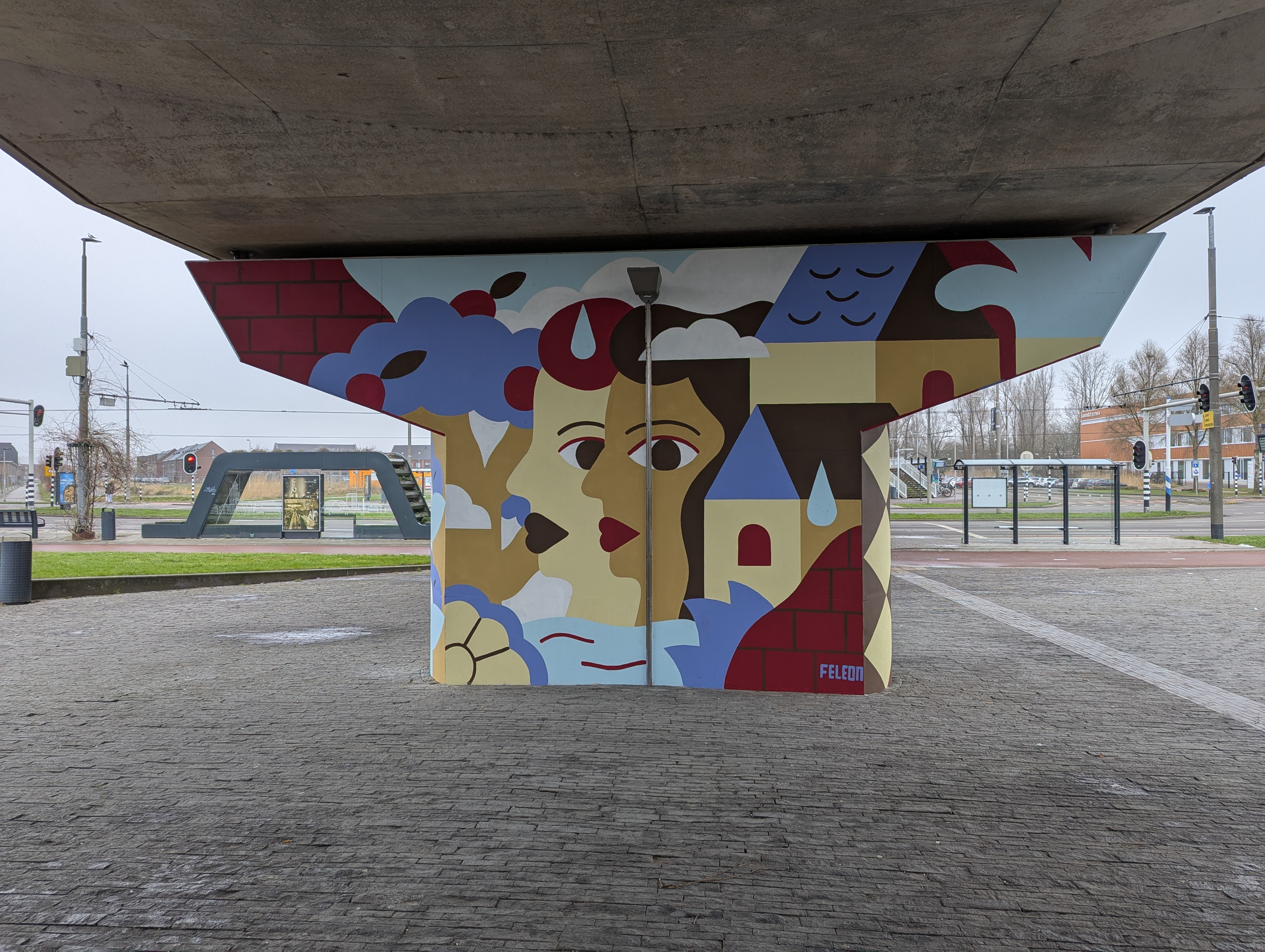
Street art in de tunnel

## Ontwikkeling aantal reizigers
Het aantal door NS vervoerde reizigers (per gemiddelde werkdag) ontwikkelde zich sedert 2019 als volgt:
| Jaar | Aantal reizigers |
| ---- | ---------------- |
| 2019 | 3.510            |
| 2020 | 1.697            |
| 2021 | 1.888            |
| 2022 | 2.770            |
| 2023 | 3.189            |
| 2024 | 3.224            |